# Монологи вагіни
«Монологи вагіни» (англ. The Vagina Monologues) — п'єса американської драматургині, артистки, феміністки та активістки Ів Енслер. Побачила світ у 1996 році (написана двома роками раніше). П'єса — продукт творчої переробки понад двохсот реальних історій, які авторка зібрала на початку 1990-х, спілкуючись із жінками різних культур, соціального статусу, рас, віку, віросповідання та виховання.
«Монологи вагіни» стали унікальним соціальним і мистецьким проєктом. Спочатку була написана п'єса з семи основних монологів і чотирьох супровідних. Згодом авторка дописала «прожекторні» додаткові монологи, присвячені актуальним темам для конкретних постановок в певних країнах.
П'єса спонукала до відвертих розмов про сексуальне і гендерне насильство. «Монологи» стали літературою соціальної дії. До них доєдналися прожекторні виступи щодо калічення геніталій дівчат, воєнних зґвалтувань тощо. Невдовзі був започаткований і День «V» — день руху за пропаганду припинення насильства проти жінок і дівчат. Рух «V-Day» розпочався 14 лютого 1998 року, коли в Нью-Йорку відбулася перша благодійна вистава за п'єсою Енслер «Монологи вагіни», де зібрали понад 250 тисяч доларів для місцевих груп, що виступають проти насильства.
П'єса ставилася в театрах Європи та Америки. В західних постановках грали Вайнона Райдер, Інґеборґа Дапкунайте, Сальма Хаєк, Вупі Голдберг, Гленн Клоз і Сьюзен Серендон.

## «Монологи вагіни» на українській сцені
Вперше на українській сцені п'єса була поставлена у 2007 році у Львові в підземеллях Музею Ідей. Сміливу постановку здійснив режисер Вадим Сікорський, відомий за виставами Національного академічного українського драматичного театру імені Марії Заньковецької («Амадей», «Політ над гніздом зозулі», «Криваве весілля»). Львівська постановка «Монологів» містила фрагменти п'єси (уривки з п'єси українською мовою переклав Віктор Морозов) та висловлювання жителів Львова.

Укрінформ писав про виставу:
«Монологи Вагіни» — півторагодинна історія про комічне і трагічне. Про те, що болить, тривожить і хвилює. 
Українці також познайомилися (2013—2022) з п'єсою у постановці Театру ді Капуа (Санкт-Петербург), режисер Джуліано ді Капуа (швейцарський італієць), модельєр Лілія Киселенко, акторки: Марина Рокині, Ілона Маркарова, Наталія Парашкіна, Олена Ліпєц і Наталія Кудрявцева). Гастрольні вистави з успіхом пройшли у Києві, Львові, Ужгороді, Чернівцях (під назвою «Заборонені монологи V…»).

## Видання українською
У 2016 році книга «Монологи вагіни» вийшла у видавництві BookChef у перекладі Елли Євтушенко. ISBN 978-617-7559-56-5.
Видання присвячене 20-й річниці публікації п'єси «Монологи вагіни». Передмова Жаклін Вудсон. Українська книжка складається із трьох частин — п'єси «Монологи вагіни», прожекторних правозахисних монологів і історії Дня «V».